# Dhule
Dhule (marâthî: धुळे) est une ville de l'État du Maharashtra en Inde.